# 毎日コムネット
株式会社毎日コムネット（まいにちコムネット）は、東京都千代田区に本社を置く不動産会社。学生向け賃貸アパート開発が主軸。

## 概要
会社設立当初は大学生の合宿研修に特化した旅行業を営んでいたが、後に学生サークル活動支援事業に拡大。1994年（平成6年）には現在の中核事業である学生向けアパート・マンション賃貸事業に進出している。現在は新卒採用支援など人材ソリューション事業も展開している。

## 沿革
- 1979年（昭和54年） - 株式会社トラベル・ドゥ・インターナショナルとして設立。同年に株式会社毎日ツーリストへ商号変更。
- 1983年（昭和58年） - 株式会社サークルライフ（後の株式会社毎日ネットワーク）を設立し、学生サークル活動支援事業を開始。
- 1994年（平成6年） - 株式会社毎日建物を設立し、学生向けアパート・マンション賃貸事業を開始。
- 1997年（平成9年） - 株式会社毎日ツーリストが、株式会社毎日ネットワークと株式会社毎日建物を吸収合併し、株式会社毎日コムネットに商号変更。
- 2002年（平成14年） - 株式を店頭登録（現・ジャスダック）。
- 2003年（平成15年） - 学生マンション仲介を行う完全子会社として株式会社学生サービスプラザを設立。
- 2010年（平成22年） - 新卒採用支援等を行う株式会社ワークス・ジャパンの第三者割当増資を引き受け、同社を持分法適用関連会社とする[2]。
- 2011年（平成23年） - 河合塾グループの持株会社である株式会社KJホールディングスと資本・業務提携。株式会社KJホールディングスが株式公開買付けにより筆頭株主となる[3][4]。
- 2013年（平成25年） - 子会社の株式会社学生サービスプラザが株式会社毎日コムネットレジデンシャルに商号変更[5]。
- 2015年（平成27年） - 株式会社ワークス・ジャパンを連結子会社とする。
- 2018年（平成30年） - 5月28日に東京証券取引所第二部に市場変更。11月16日に東京証券取引所第一部に指定替え。